# Боков, Владимир Егорович
Владимир Егорович Боков (17 (31) июля 1851, Кусинский завод, Оренбургская губерния — после 1917) — русский лесовод, краевед, метеоролог.

## Биография
Владимир Егорович родился 17 (31) июля 1851 года в Кусинском заводе Златоустовского уезда Оренбургской губернии. Отец Егор Яковлевич Боков горный урядник 1-й статьи, комиссар госпиталя Кусинского завода. Дед Яков Никитич Боков был из мастеровых, прошёл обучение в заводской школе, служил в канцелярии директора Златоустовской Оружейной фабрики А.Эверсмана, был в экспедиции профессора натуралиста Моора по Уралу.
В 1871 году Владимир Егорович закончил Лисинское лесное училище, став лесным кондуктором 3 разряда.
После служил в Саратовской губернии, в Хвалынском и Кузнецком лесничестве.
В 1876—1878 годах был назначен подлесничим Кусинской лесной дачи Златоустовского горного округа.
В 1878—1880 годах — подлесничий Саткинской дачи Златоустовского горного округа.
В 1880—1883 годах заведовал частновладельческими лесами Расторгуевых на Кыштымских заводах.
В 1883—1891 годах — лесничий Артинской дачи Златоустовского округа. С 1883 года — губернский секретарь.
В 1891—1895 годах — лесничий Каменской дачи Екатеринбургского округа Каменского завода.
В 1895—1902 годах — лесничий Мотовилихинской, Висимской и Пыскорской дачи Пермских пушечных заводов, жил в посёлке Мотовилихинского завода. С 1901 года — коллежский секретарь.
В 1902—1908 годах — лесничий 1-го разряда Златоустовской дачи.
С 1908 года земской начальник 2-го участка Златоустовского уезда Уфимской губернии. С 1908 года — статский советник.
В 1916—1917 годах проживал в Белой Холунице Вятской губернии.
Владимир Егорович являлся действительным членом Оренбургской и Пермской архивных комиссий, членом УОЛЕ с 1897 года, Московского лесного общества с 1899 года, Санкт-Петербургского лесного общества с 1899 года, членом Русского горного общества с 1902 года, член-корреспондентом Императорского технического общества, корреспондентом главной физической обсерватории Петербургской академии наук с правом ношения особого знака с 1890 года, корреспондентом отдела сельской экономики и с/х статистики Министерства земледелия.

### Семья
Владимир Егорович был женат на дочери майора Марии Эдуардовне Белявской, у них родилось четверо детей: Антонина Владимировна Протасова (род. 1876), Ольга (род. 1878), Александра (род. 1883) и сын Борис Владимирович Боков (род 1887).

## Вклад в науку
Совместно с А. П. Пятницким и И. П. Сазоновым разработал новые технологии печного углежжения.

## Награды
Владимир Егорович за свои достижения был неоднократно награждён:
- 1890 год — орден Святого Станислава 3-й степени;
- 1897 год — медаль «За труды по первой всеобщей переписи населения» для ношения на груди на ленте при государственных цветах «за активное участие в 1-й Всероссийской переписи населения»;
- 1900 год — серебряная медаль на Всемирной выставке в Париже совместно с А. П. Пятницким «за внедрение новых методов углежжения»;
- 1901 год — серебряная медаль на Всероссийской кустарно-промышленной выставке.
- 1907 год — орден Святого Станислава 2-й степени «за отличную усердную службу лесничным дач Златоустовского округа».